# ری فیشر (بازیگر)
ری فیشر (به انگلیسی: Ray Fisher) (زاده ۱۹۸۸) بازیگر آمریکایی است.
از فیلم‌های معروف او می‌توان به بازی در لیگ عدالت اشاره کرد.
همچنین وی در فصل سوم سریال کارآگاه حقیقی حضور دارد.